# Марко Россі (1978)
Марко Россі (італ. Marco Rossi, нар. 1 квітня 1978, Серавецца) — італійський футболіст, що грав на позиції захисника, півзахисника. По завершенні ігрової кар'єри — спортивний функціонер.
Виступав, зокрема, за клуб «Дженоа», а також молодіжну збірну Італії, з якою став чемпіоном Європи 2000 року.

## Клубна кар'єра
Народився 1 квітня 1978 року в місті Серавецца. Вихованець футбольної школи клубу «Луккезе-Лібертас». Дорослу футбольну кар'єру розпочав 1995 року в основній команді того ж клубу, в якій провів три сезони, взявши участь у 31 матчі у Серії В.
У 1998 році Россі перейшов в «Салернітану», у складі якої дебютував у Серії А. Проте за підсумками першого ж сезону клуб вилетів у другий дивізіон, де Россі зіграв ще рік.
У 2000 році Россі став гравцем «Фіорентини», за яку провів два сезони. Разом з нею в 2001 році він виграв Кубок Італії, перемігши «Парму» в фіналі. У січні 2002 року Россі попросив розірвати контракт з «Фіорентиною» через невиплату заробітної плати (клуб оголосив про банкрутство незабаром після цього) і перейшов в «Комо», що викликало гнів тіффозі «фіалок».
Влітку 2003 року Россі був орендований «Дженоа», провівши 38 матчів і 8 голів за сезон. Після цього він повернувся до складу «Комо», але був викуплений «Дженоа» в жовтні того ж року. Клуб, з ним у складі за підсумками сезону 2004/05 зміг вийти в Серію А, однак через корупційний скандал клуб був відправлений в Серію С1. У 2007 році Россі став капітаном команди, і з ним у складі «Дженоа» завоював право грати в Серії А. При цьому Россі став гравцем, якого використовували на найбільш проблемних ділянках середини поля, він пограв на обох флангах півзахисту, а також опорним хавбеком і навіть на позиції «під нападниками». Завершив професійну кар'єру футболіста виступами за команду «Дженоа» у 2013 році, зігравши до цього моменту 300 матчів за клуб в усіх турнірах.

## Виступи за збірну
Протягом 1997—2000 років залучався до складу молодіжної збірної Італії і виграв молодіжний чемпіонат Європи 2000 року. На молодіжному рівні зіграв у 6 офіційних матчах.

## Статистика виступів

### Статистика клубних виступів
| Сезон                        | Команда                      | Чемпіонат                    | Чемпіонат | Чемпіонат | Національний кубок | Національний кубок | Національний кубок | Континентальні кубки | Континентальні кубки | Континентальні кубки | Інші змагання | Інші змагання | Інші змагання | Усього | Усього |
| Сезон                        | Команда                      | Ліга                         | Ігор      | Голів     | Ліга               | Ігор               | Голів              | Ліга                 | Ігор                 | Голів                | Ліга          | Ігор          | Голів         | Ігор   | Голів  |
| ---------------------------- | ---------------------------- | ---------------------------- | --------- | --------- | ------------------ | ------------------ | ------------------ | -------------------- | -------------------- | -------------------- | ------------- | ------------- | ------------- | ------ | ------ |
| 1995–96                      | «Луккезе-Лібертас»           | B                            | -         | -         | -                  | -                  | -                  | -                    | -                    | -                    | -             | -             | -             | 0      | 0      |
| 1996–97                      | «Луккезе-Лібертас»           | B                            | 5         | 0         | -                  | -                  | -                  | -                    | -                    | -                    | -             | -             | -             | 5      | 0      |
| 1997–98                      | «Луккезе-Лібертас»           | B                            | 25        | 0         | КІ                 | 2                  | 0                  | -                    | -                    | -                    | -             | -             | -             | 27     | 0      |
| Усього за «Луккезе-Лібертас» | Усього за «Луккезе-Лібертас» | Усього за «Луккезе-Лібертас» | 30        | 0         |                    | 2                  | 0                  |                      |                      |                      |               |               |               | 32     | 0      |
| 1998–99                      | «Салернітана»                | A                            | 18        | 0         | КІ                 | 1                  | 0                  | -                    | -                    | -                    | -             | -             | -             | 19     | 0      |
| 1999–00                      | «Салернітана»                | B                            | 27        | 3         | КІ                 | 0                  | 0                  | -                    | -                    | -                    | -             | -             | -             | 27     | 3      |
| Усього за «Салернітану»      | Усього за «Салернітану»      | Усього за «Салернітану»      | 45        | 3         |                    | 1                  | 0                  |                      |                      |                      |               |               |               | 46     | 3      |
| 2000–01                      | «Фіорентина»                 | A                            | 21        | 1         | КІ                 | 5                  | 1                  | КУЄФА                | 1                    | 0                    | -             | -             | -             | 27     | 2      |
| 2001–02                      | «Фіорентина»                 | A                            | 15        | 0         | КІ                 | 0                  | 0                  | КУЄФА                | 3                    | 0                    | СІ            | 1             | 0             | 19     | 0      |
| Усього за «Фіорентину»       | Усього за «Фіорентину»       | Усього за «Фіорентину»       | 36        | 1         |                    | 5                  | 1                  |                      | 4                    | 0                    |               | 1             | 0             | 46     | 2      |
| 2002–03                      | «Комо»                       | A                            | 19        | 0         | КІ                 | 1                  | 0                  | -                    | -                    | -                    | -             | -             | -             | 20     | 0      |
| 2003–04                      | «Дженоа»                     | B                            | 38        | 8         | КІ                 | 1                  | 0                  | -                    | -                    | -                    | -             | -             | -             | 39     | 8      |
| 2004–05                      | «Комо»                       | C1                           | -         | -         | -                  | -                  | -                  | -                    | -                    | -                    | -             | -             | -             | 0      | 0      |
| 2004–05                      | «Дженоа»                     | B                            | 16        | 3         | КІ                 | 0                  | 0                  | -                    | -                    | -                    | -             | -             | -             | 16     | 3      |
| 2005–06                      | «Дженоа»                     | C1                           | 33        | 3         | КІ                 | 0                  | 0                  | -                    | -                    | -                    | -             | -             | -             | 33     | 3      |
| 2006–07                      | «Дженоа»                     | B                            | 32        | 3         | КІ                 | 2                  | 0                  | -                    | -                    | -                    | -             | -             | -             | 34     | 3      |
| 2007–08                      | «Дженоа»                     | A                            | 33        | 2         | КІ                 | 1                  | 0                  | -                    | -                    | -                    | -             | -             | -             | 34     | 2      |
| 2008–09                      | «Дженоа»                     | A                            | 30        | 0         | КІ                 | 2                  | 1                  | -                    | -                    | -                    | -             | -             | -             | 32     | 1      |
| 2009–10                      | «Дженоа»                     | A                            | 28        | 5         | КІ                 | 1                  | 1                  | ЛЄ                   | 5                    | 0                    | -             | -             | -             | 34     | 6      |
| 2010–11                      | «Дженоа»                     | A                            | 32        | 2         | КІ                 | 0                  | 0                  | -                    | -                    | -                    | -             | -             | -             | 32     | 2      |
| 2011–12                      | «Дженоа»                     | A                            | 30        | 4         | КІ                 | 1                  | 0                  |                      |                      |                      |               |               |               | 31     | 4      |
| 2012–13                      | «Дженоа»                     | A                            | 14        | 0         | КІ                 | 1                  | 0                  |                      |                      |                      |               |               |               | 15     | 0      |
| Усього за «Дженоа»           | Усього за «Дженоа»           | Усього за «Дженоа»           | 286       | 30        |                    | 9                  | 2                  |                      | 5                    | 0                    |               |               |               | 300    | 32     |
| Усього за кар'єру            | Усього за кар'єру            | Усього за кар'єру            | 416       | 34        |                    | 18                 | 3                  |                      | 9                    | 0                    |               | 1             | 0             | 444    | 37     |

## Титули і досягнення
- Володар Кубка Італії (1):

«Фіорентіна»: 2000/01
- Чемпіон Європи (U-21): 2000